# Andrey Popoviç
Andrey Popoviç, ukr. Андрій Володимирович Попович, Andrij Wołodymyrowycz Popowycz (ur. 4 marca 1992 w Czopie, Ukraina) – azerski piłkarz pochodzenia ukraińskiego, grający na pozycji bramkarza.

## Kariera piłkarska

### Kariera klubowa
Wychowanek klubów Zakarpattia Użhorod i Metałurh Donieck, barwy których bronił w juniorskich mistrzostwach Ukrainy (DJuFL). Podczas występów w Metałurhu, trenerzy Bernhard Lippert i Orxan Hüseynzadə, którzy pracowali w Azerskim Związku Piłki Nożnej (AFFA), zobaczyli jego grę i zaprosili go do juniorskiej drużyny Azerbejdżanu poniżej lat 17. W 2009 podpisał kontrakt z azerskim Bakı FK, jednak nie potrafił przebić się do podstawowego składu. W 2010 został wypożyczony do Abşeronu FK. Latem 2011 przeszedł do Sumgaita PFK, a w sezonie 2012/13 był zawodnikiem Turanu Tovuz. 14 lipca 2013 podpisał kontrakt z tureckim TKİ Tavşanlı Linyitspor, jednak nie rozegrał żadnego meczu w podstawowym składzie i 10 stycznia 2014 wrócił do Sumgaita PFK. W lipcu 2015 przeszedł do Qəbələ. Latem 2016 został piłkarzem FK Mynaj, którego barwy reprezentował do 3 sierpnia 2018. 1 lutego 2019 ponownie podpisał kontrakt z FK Mynaj.

### Kariera reprezentacyjna
Od 2008 bronił barw juniorskich reprezentacji Azerbejdżanu różnych kategorii wiekowych. W 2010-2011 występował w młodzieżowej reprezentacji.
W narodowej reprezentacji Azerbejdżanu zadebiutował w 2011 roku.

## Sukcesy i odznaczenia

### Sukcesy klubowe
Abşeron FK
- mistrz Azerbejdżańskiej Pierwszej Ligi: 2010/11